# Listă de antioxidanți

Antioxidanții sunt compuși chimici care au capacitatea de a inhiba oxidarea altor substanțe. Procesul de antioxidare este în acest caz determinat prin dozări minore, deci cantitățile de antioxidanți sunt net inferioare, chiar infime față de cantitatea de substanță supusă oxidării. Antioxidanții sunt în mare măsură substanțe de origine naturală, compuși chimici vegetali. Dar și ionii unor metale de tranziție pot iniția și susține procese antioxidante.

## Superoxid dismutaza
- Superoxid dismutaza (SOD) este un grup de enzime antioxidante care au fost descoperite de Irwin Irwing și McCord Joe.

## Beta-caroten
- Este o carotenoidă precursoare a vitaminei A. Distruge oxigenul atomic și radicalii peroxid. Protejează lipidele vulnerabile, dar nu atat de eficient ca vitamina E.
- Se găsește în morcovi, cartofi dulci și varză.

## Vitamina C(acid ascorbic)
- Este principalul antioxidant solubil în apă. Ajută la protecția țesutului muscular, creierului și sistemului nervos față de acțiunea radicalilor liberi. Convertește vitamina E oxidată în forma redusă (de antioxidant). Stabilizează ADN-ul și ARN-ul.
- Se găsește în citrice, în cantități mari.

## Vitamina E (d-alfatocoferol)
- Principalul antioxidant liposolubil. Protejează acizii grași din interiorul și din jurul celulelor de radicalii liberi.
- Se găsește în uleiurile vegetale preparate la rece, germeni de grâu, pâine integrală și cereale.

## Extract deceaiverde
- Un antioxidant bogat în polifenoli și catechine care curăță eficient hidrogen peroxidul și radicalii anion superoxid.
- Se găsește în extractul de ceai verde standardizat la 50% sau mai mult, catechine/polifenoli.

## Extract dearmurariu
- Este un hepatoprotector. Radicalii liberi pot induce schimbări în biosinteza enzimelor (citocrom P450).

## Extract din semințe destrugure
- Este un antioxidant puternic conținând 95% procianidine (oligomeri polifenolici), care, împreună cu acțiunea de anihilare a radicalilor liberi, inhibă puternic activitatea xantin oxidazei, enzima care activează cascada oxi-radicalilor.

## Extract deGingko biloba
- Protejează membranele celulare de peroxidarea lipidelor, în special mielina și celulele cerebrale.

## Extract de schisandră
- Este un antioxidant cu proprietăți adaptogene cu pronunțate efecte hepatoprotectoare.
- Se extrage din fructele și semințele plantei Schisandra chinensis.

## Licopen
- Este un antioxidant puternic ce anihilează oxigenul atomic și radicalii peroxid. Protejează stratul lipidic al celulelor.
- Se găsește în tomate. pepene verde

## N-acetilcisteină
- Este o forma stabilă a aminoacidului cisteină.
- Este implicat în producția de glutation, ceea ce duce la creșterea cantității de glutation peroxidază, o enzimă antioxidantă puternică.
- Îmbunătățește metabolismul hepatic și ameliorează epuizarea musculaturii scheletice.
- Se găsește ca supliment: sulfhidril aminoacid.

## Acid alfa-lipoic
- Funcționează ca protector celular și antioxidant prin conversia glutationului oxidat la glutation redus.

## Seleniu
- Principalul mineral antioxidant și dezactivator al radicalilor liberi. Este cofactor în sinteza glutation peroxidazei.

## CoenzimaQ10
Este un antioxidant liposolubil, o chinonă, care joacă un rol important în eliberarea de energie la nivelul ATP-ul mitocondrial. Potent antioxidant are un rol bine studiat în sistemul cardio-vascular (circulator).
Organismul produce în mod normal această coenzimă, care se găsește și în comerț, sub formă de supliment. La pacienții cu hipercolesterolemie tratați cu statine, care intervin în metabolismul colesterolului, ducând la scăderea sintetizării de Q-10, în 8 din 9 cazuri suplimentarea zinică poate fi benefică .
Sursele naturale de Seleniu sunt: germenii de grau, taritele, ceapa, rosiile, fructele de broccoli si pestele ton